# زیردریایی تیپ یوبی اول
زیردریایی تیپ یوبی اول (به انگلیسی: German Type UB I submarine) یک کلاس از زیردریایی است که ارتفاع آن ۷٫۳۰ متر (۲۳ فوت ۱۱ اینچ) می‌باشد.